# Leichtathletik-Weltmeisterschaften 2011/Teilnehmer (Ukraine)
| Gelbes Symbol für Goldmedaillen mit stilisierten Olympischen Ringen | Graues Symbol für Silbermedaillen mit stilisierten Olympischen Ringen | Braundes Symbol für Bronzemedaillen mit stilisierten Olympischen Ringen |
| ------------------------------------------------------------------- | --------------------------------------------------------------------- | ----------------------------------------------------------------------- |
| 1                                                                   | —                                                                     | 1                                                                       |

Der Leichtathletik-Verband der Ukraine stellte bei den Leichtathletik-Weltmeisterschaften 2011 im koreanischen Daegu 55 Teilnehmer.

## Ergebnisse

### Männer

#### Laufdisziplinen
| Athlet             | Disziplin    | Vorlauf    | Vorlauf | Halbfinale | Halbfinale | Finale        | Finale        |
| Athlet             | Disziplin    | Zeit       | Platz   | Zeit       | Platz      | Zeit          | Platz         |
| ------------------ | ------------ | ---------- | ------- | ---------- | ---------- | ------------- | ------------- |
| Stanislaw Melnykow | 400 m Hürden | 49,24 s SB | 11      | 49,74 s    | 18         | ausgeschieden | ausgeschieden |
| Ruslan Dmytrenko   | 20 km Gehen  |            |         |            |            | 1:21:31 h SB  | 5             |
| Nasar Kowalenko    | 20 km Gehen  |            |         |            |            | 1:25:50 h     | 26            |
| Oleksij Kasanin    | 50 km Gehen  |            |         |            |            | 3:56:18 h SB  | 19            |

#### Sprung/Wurf
| Athlet              | Disziplin      | Qualifikation | Qualifikation | Finale        | Finale        |
| Athlet              | Disziplin      | Weite/Höhe    | Platz         | Weite/Höhe    | Platz         |
| ------------------- | -------------- | ------------- | ------------- | ------------- | ------------- |
| Bohdan Bondarenko   | Hochsprung     | 2,28 m        | 15            | ausgeschieden | ausgeschieden |
| Dmytro Demjanjuk    | Hochsprung     | 2,31 m        | 10            | 2,20 m        | 12            |
| Andrij Prozenko     | Hochsprung     | 2,21 m        | 27            | ausgeschieden | ausgeschieden |
| Denys Jurtschenko   | Stabhochsprung | 5,35 m        | 22            | ausgeschieden | ausgeschieden |
| Scheryf El-Scheryf  | Dreisprung     | 16,81 m       | 12            | 16,38 m       | 12            |
| Jewhen Semenenko    | Dreisprung     | 15,96 m       | 25            | ausgeschieden | ausgeschieden |
| Andrij Semenow      | Kugelstoßen    | 19,45 m       | 21            | ausgeschieden | ausgeschieden |
| Oleksij Sokyrskyj   | Hammerwurf     | 73,81 m       | 17            | ausgeschieden | ausgeschieden |
| Roman Awramenko     | Speerwurf      | 81,46 m       | 9             | 82,51 m       | 6             |
| Oleksandr Pjatnyzja | Speerwurf      | 73,56 m       | 29            | ausgeschieden | ausgeschieden |

#### Zehnkampf
| Athlet           | Disziplin | 100 m      | Weit- sprung | Kugel- stoßen | Hoch- sprung | 400 m   | 110 m Hürden | Diskus- wurf | Stabhoch- sprung | Speer- wurf | 1500 m      | Punkte | Platz |
| ---------------- | --------- | ---------- | ------------ | ------------- | ------------ | ------- | ------------ | ------------ | ---------------- | ----------- | ----------- | ------ | ----- |
| Oleksij Kasjanow | Ergebnis  | 10,75 s SB | 7,59 m SB    | 14,43 m SB    | 1,99 m       | 48,46 s | 14,65 s      | 43,74 m      | 4,70 m           | 52,16 m SB  | 4:29,35 min | 8132   | 12    |
| Oleksij Kasjanow | Punkte    | 917        | 957          | 755           | 794          | 887     | 892          | 741          | 819              | 621         | 749         | 8132   | 12    |

### Frauen

#### Laufdisziplinen
| Athletin | Disziplin        | Vorlauf        | Vorlauf | Halbfinale    | Halbfinale    | Finale         | Finale        |
| Athletin | Disziplin        | Zeit           | Platz   | Zeit          | Platz         | Zeit           | Platz         |
| --- | ---------------- | -------------- | ------- | ------------- | ------------- | -------------- | ------------- |
| Natalija Pohrebnjak | 100 m            | 11,33 s        | 20      | ausgeschieden | ausgeschieden | ausgeschieden  | ausgeschieden |
| Olessja Powch | 100 m            | 11,25 s        | 14      | 11,48 s       | 13            | ausgeschieden  | ausgeschieden |
| Jelysaweta Bryshina | 200 m            | 23,70 s        | 28      | DNF           | DNF           | ausgeschieden  | ausgeschieden |
| Marija Rjemjen | 200 m            | 22,77 s        | 8       | 22,94 s       | 10            | ausgeschieden  | ausgeschieden |
| Chrystyna Stuj | 200 m            | 22,92 s PB     | 13      | 22,79 s PB    | 6             | 23,02 s        | 7             |
| Antonina Jefremowa | 400 m            | 51,35 s        | 3       | 50,88 s       | 9             | ausgeschieden  | ausgeschieden |
| Xenija Karandjuk | 400 m            | 54,10 s        | 30      | ausgeschieden | ausgeschieden | ausgeschieden  | ausgeschieden |
| Natalija Pyhyda | 400 m            | 51,67 s        | 10      | 51,61 s       | 12            | ausgeschieden  | ausgeschieden |
| Julija Krewsun | 800 m            | 2:01,88 min    | 17      | 2:05,37 min   | 22            | ausgeschieden  | ausgeschieden |
| Lilija Lobanowa | 800 m            | 2:02,84 min    | 24      | 1:59,38 min   | 11            | ausgeschieden  | ausgeschieden |
| Tetjana Petljuk | 800 m            | DNF            | DNF     | ausgeschieden | ausgeschieden | ausgeschieden  | ausgeschieden |
| Hanna Mischtschenko | 1500 m           | 4:09,02 min    | 11      | 4:09,78 min   | 17            | ausgeschieden  | ausgeschieden |
| Anschelika Schewtschenko | 1500 m           | 4:16,22 min    | 31      | ausgeschieden | ausgeschieden | ausgeschieden  | ausgeschieden |
| Natalija Tobias | 1500 m           | 4:10,99 min    | 17      | 4:07,99 min   | 3             | DSQ            | DSQ           |
| Olena Burkowska | Marathon         |                |         |               |               | 2:34:21 h      | 21            |
| Tetjana Hamera-Schmyrko | Marathon         |                |         |               |               | 2:31:58 h      | 15            |
| Tetjana Holowtschenko | Marathon         |                |         |               |               | 2:39:25 h SB   | 33            |
| Julija Ruban | Marathon         |                |         |               |               | DNF            | DNF           |
| Kateryna Stezenko | Marathon         |                |         |               |               | DNF            | DNF           |
| Hanna Jaroschtschuk | 400 m Hürden     | 55,99 s        | 15      | 55,09 s       | 10            | ausgeschieden  | ausgeschieden |
| Anastassija Rabtschenjuk | 400 m Hürden     | 55,08 s        | 5       | 55,06 s       | 8             | 54,18 s SB     | 5             |
| Hanna Titimez | 400 m Hürden     | 55,40 s        | 10      | 55,82 s       | 14            | ausgeschieden  | ausgeschieden |
| Switlana Schmidt | 3000 m Hindernis | 10:14,16 min   | 28      |               |               | ausgeschieden  | ausgeschieden |
| Nadija Borowska | 20 km Gehen      |                |         |               |               | 1:35:38 h      | 23            |
| Olha Jakowenko | 20 km Gehen      |                |         |               |               | DNF            | DNF           |
| Olena Schumkina | 20 km Gehen      |                |         |               |               | 1:32:17 h SB   | 11            |
| Olessja Powch Natalija Pohrebnjak Marija Rjemjen Chrystyna Stuj                                                                | 4 × 100 m        | 42,63 s SB     | 4       |               |               | 42,51 s SB     | Bronze        |
| Natalija Pyhyda Hanna Jaroschtschuk Antonina Jefremowa1 Olha Sawhorodnja nur im Vorlauf Anastassija Rabtschenjuk nur im Finale | 4 × 400 m        | 3:24,13 min SB | 5       |               |               | 3:23,86 min SB | 5             |

1 Jefremowa wurde nachträglich des Dopingvergehens überführt

#### Sprung/Wurf
| Athletin             | Disziplin  | Qualifikation | Qualifikation | Finale        | Finale        |
| Athletin             | Disziplin  | Weite/Höhe    | Platz         | Weite/Höhe    | Platz         |
| -------------------- | ---------- | ------------- | ------------- | ------------- | ------------- |
| Oksana Okunjewa      | Hochsprung | 1,89 m        | 19            | ausgeschieden | ausgeschieden |
| Wita Stjopina        | Hochsprung | 1,92 m        | 18            | ausgeschieden | ausgeschieden |
| Wiktorija Rybalko    | Weitsprung | 6,45 m        | 15            | ausgeschieden | ausgeschieden |
| Olha Saladucha       | Dreisprung | 14,40 m       | 4             | 14,94 m       | Gold          |
| Natalja Iastrebowa   | Dreisprung | 14,21 m       | 10            | 14,12 m       | 9             |
| Ruslana Zychozka     | Dreisprung | 13,28 m       | 32            | ausgeschieden | ausgeschieden |
| Kateryna Karsak      | Diskuswurf | 57,54 m       | 20            | ausgeschieden | ausgeschieden |
| Natalija Semenowa    | Diskuswurf | 58,27 m       | 16            | ausgeschieden | ausgeschieden |
| Natalija Solotuchina | Hammerwurf | 67,57 m       | 19            | ausgeschieden | ausgeschieden |
| Wera Rebrik          | Speerwurf  | 58,50 m       | 16            | ausgeschieden | ausgeschieden |

#### Siebenkampf
| Athletin            | Disziplin | 100 m Hürden | Hochsprung | Kugelstoßen | 200 m      | Weitsprung | Speerwurf  | 800 m          | Punkte  | Platz |
| ------------------- | --------- | ------------ | ---------- | ----------- | ---------- | ---------- | ---------- | -------------- | ------- | ----- |
| Natalija Dobrynska  | Ergebnis  | 13,43 s PB   | 1,83 m SB  | 16,14 m SB  | 25,35 s    | 6,18 m     | 48,00 m SB | 2:11,34 min PB | 6539 SB | 4     |
| Natalija Dobrynska  | Punkte    | 1060         | 1016       | 937         | 855        | 905        | 821        | 945            | 6539 SB | 4     |
| Alina Fjodorowa     | Ergebnis  | 14,06 s PB   | 1,80 m     | 14,18 m     | 25,35 s PB | 5,98 m PB  | 37,13 m PB | 2:18,51 min    | 5908    | 20    |
| Alina Fjodorowa     | Punkte    | 970          | 978        | 806         | 855        | 843        | 612        | 844            | 5908    | 20    |
| Ljudmyla Jossypenko | Ergebnis  | 13,49 s PB   | 1,83 m SB  | 13,16 m PB  | 24,09 s    | 6,03 m     | 42,94 m    | 2:14,37 min    | 6263    | 9     |
| Ljudmyla Jossypenko | Punkte    | 1052         | 1016       | 738         | 972        | 859        | 724        | 902            | 6263    | 9     |